# Grünschwade
Grünschwade war ein Zoll- und Hafenort am westlichen Ufer des Peenestroms. Der Ort gehörte zum Kirchspiel Kröslin und lag östlich von Freest/Freesendorf auf der Landzunge „Holm“ nahe der Insel Dänholm, gegenüber der Peenemünder Schanze. Wegen dauernder Überschwemmungen wurde der Ort weiter landeinwärts verlegt.

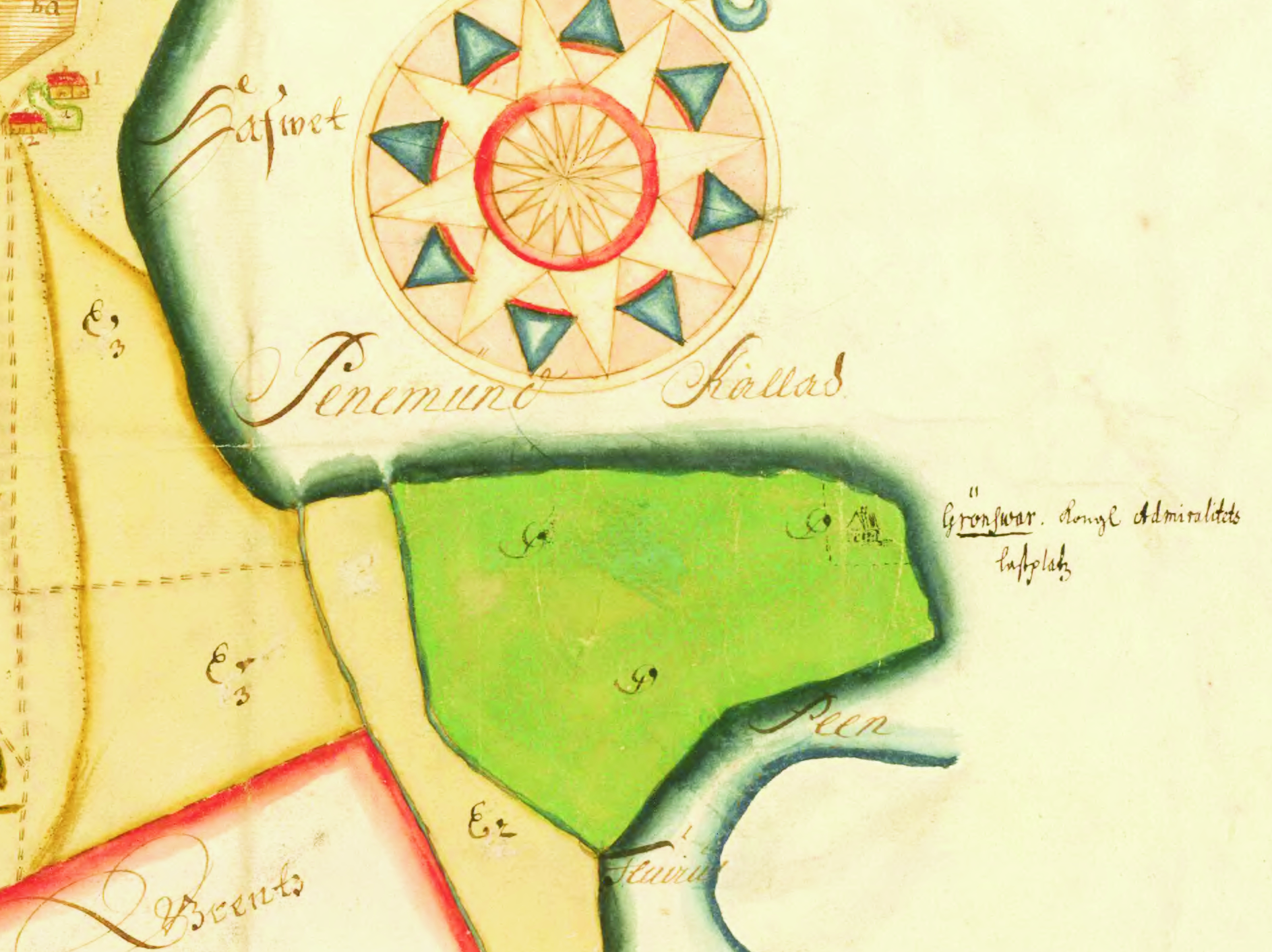
Grünschwade auf der Karte von Freest der schwedischen Landesaufnahme von Pommern (Urkarte B II 81), Anders Jernström 1694

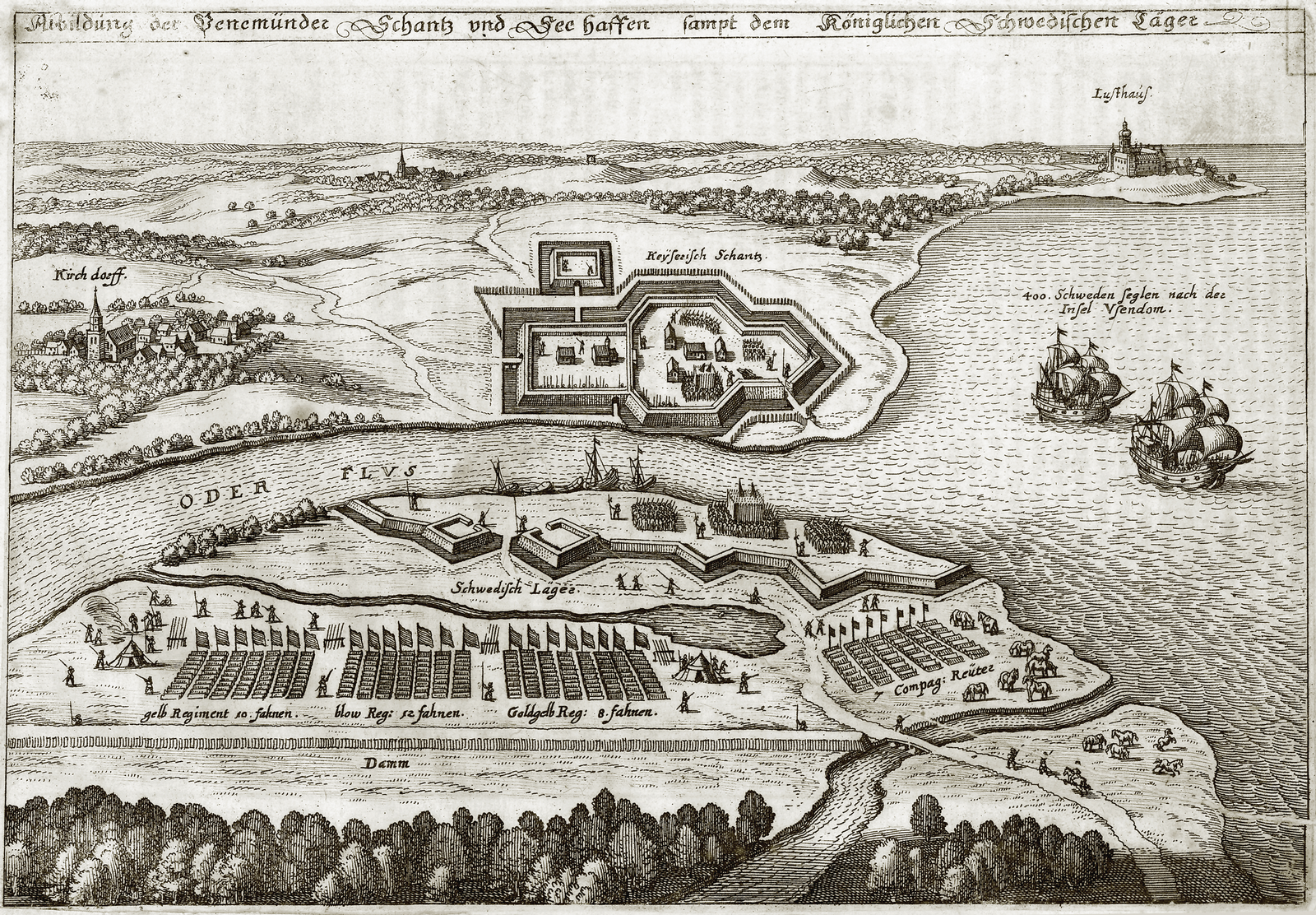
Kaiserliche Schanze in Grünschwade 1630, Bildmitte oben. Unten die Peenemünder Schanze und rechts oben das abgegangene Jagdschloss von Freesendorf

## Geschichte
Erstmals wurde Grünschwade 1580 in einer Zollrolle des Herzogs Ernst Ludwig von Pommern erwähnt.  Ein schmaler Seitenarm des Peenestroms südlich des Ortes diente als Winter- und Nothafen. Wegen der idealen Lage für die Kontrolle aller Schiffsbewegungen zwischen Ostsee und Stettiner Haff befand sich hier eine Zollstation, in der der in Wolgast erhobene Fürstenzoll kassiert wurde. 
1630 errichten die Kaiserlichen gegenüber von Gustav Adolfs Schanze in Peenemünde eine eigene Schanze in Grünschwade.
In den Schwedenmatrikeln von 1694 liegt der Ort Grünschwade an der Spitze der Halbinsel Holm, es ist aber nur ein einzelnes Gehöft der Zollstelle.
Der Ort Grünschwade wurde als Grünsward erstmals 1722 genannt.
Die Funktion als Zollstelle behielt der Ort auch in der Schwedenzeit bei. Die schwedische Admiralität nutzte den Naturhafen als Militärstützpunkt und ließ ihn durch eine hölzerne Sperre zwischen dem Festland und dem Dänholm sichern. Diese teilte den militärisch genutzten Teil des Hafens von dem für Handelsschiffe offenen Bereich.
Mit dem Ausbau des Hafens Swinemünde und der Schiffbarmachung der Swine in der Mitte des 18. Jahrhunderts sowie dem damit verbundenen Nachlassen des Schiffsverkehrs auf dem Peenestrom begann der Niedergang des Ortes. Während des Siebenjährigen Krieges wurde der Ort bei den Kämpfen um die auf dem gegenüberliegenden Ufer liegende Peenemünder Schanze völlig zerstört.
Der Not- und Winterhafen wurde aber weiterhin genutzt und ein Hafenmeister beschäftigt. Während der Franzosenzeit waren hier französische Soldaten stationiert, die die Einhaltung der Kontinentalsperre zu überwachen hatten. 
Nach dem Übergang Schwedisch-Pommerns an Preußen bestand Grünschwade aus einem einzelnen Gehöft, in dem ein Grenzaufseher mit seiner Familie wohnte. Diesem mussten die passierenden Schiffe angesagt werden. Ein weiterer Hof lag lt. Preußischem Urmeßtischblatt 100 m südlich vom Grenzaufsehergehöft und führte den Namen Klein Grünschwade. Mit dem Abbruch der Bauten 1888 hörte Grünschwade als Siedlung auf zu existieren. Als Seehafen wurde das Bollwerk noch 1904 geführt.